# Classe Capitani Romani
La classe Capitani Romani di esploratori  in origine detta classe Attilio Regolo, appartenne alla Regia Marina ed era formata da dodici esemplari i cui nomi erano stati presi dalla storia politico-militare dell'antica Roma; delle previste unità, però, solo otto furono quantomeno varate e di queste appena tre furono completate prima dell'armistizio di Cassibile: Attilio Regolo, Scipione Africano, Caio Mario, Cornelio Silla, Ottaviano Augusto, Giulio Germanico, Ulpio Traiano, Pompeo Magno. Le ultime quattro navi (Claudio Druso, Claudio Tiberio, Paolo Emilio, Vipsanio Agrippa) furono impostate ma, nel corso della seconda guerra mondiale, smantellate sugli scali. Dopo il conflitto il Germanico e il Pompeo Magno furono rimessi in efficienza, convertiti in cacciatorpediniere conduttori, ridenominati rispettivamente San Marco e San Giorgio e immessi in servizio con la Marina Militare.

## Progetto
Gli incrociatori Capitani Romani vennero impostati dal 1939 per far fronte ai cacciatorpediniere classe Mogador e classe Le Fantasque della Marine nationale e, pertanto, fu richiesto che potessero raggiungere una velocità di 41 nodi (queste classi di cacciatorpediniere francesi potevano raggiungere i 40 nodi); a questo scopo venne installato un apparato propulsivo della potenza di 110.000 hp, che permetteva loro di soddisfare questo requisito, anche per via della finezza dello scafo, circa 10:1. L'apparato motore era costituito da quattro caldaie a tubi d'acqua subverticali, sistemate ognuna in un proprio locale il cui vapore alimentava due gruppi di turbine Belluzzo, che scaricava la potenza su due assi con eliche tripale da 4,20 metri di diametro e con ogni gruppo di due caldaie che azionava un gruppo turboriduttore costituito da una turbina ad alta pressione e da due turbine a bassa pressione.
Nel corso delle prove, e quindi con un dislocamento ancora leggermente inferiore a quello standard, furono raggiunti i 41 nodi previsti, ma tuttavia nel corso del conflitto l'incrociatore Scipione Africano, in missione di guerra e quindi a pieno carico, raggiunse punte di velocità superiori ai 43 nodi.
Alla progettazione degli incrociatori della classe Capitani Romani, avviata nel 1938, lavorarono Umberto Pugliese e Ignazio Alfano, partendo del progetto del Taškent, un cacciatorpediniere conduttore costruito per la marina sovietica, dalla società Odero-Terni-Orlando nel Cantiere navale OTO di Livorno.

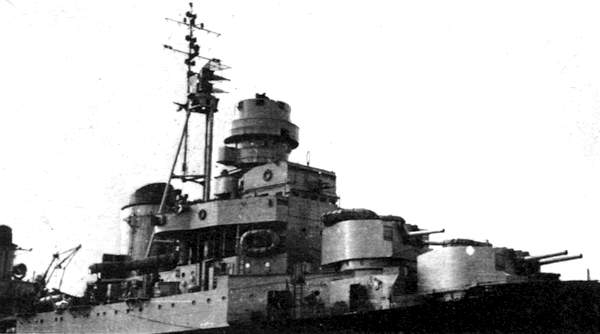
Le artiglierie di prora da 135/45mm dell'incrociatore Scipione Africano

Lo scafo era a ponte continuo con cassero centrale che inglobava una grande sovrastruttura comprendente il torrione e il primo dei due fumaioli in cui sfogavano i gas della combustione. Il torrione comprendeva la plancia e la direzione del tiro principale; seguiva l'albero di trinchetto, che sulle unità che riuscirono ad entrare in servizio venne sostituito da un tripode destinato a sostenere un impianto radar. I due fumaioli, ampiamente distanziati tra loro, avevano ambedue linee diritte.
Le unità di questa classe disponevano, relativamente alla loro dimensioni, di un buon armamento offensivo antinave e un discreto armamento difensivo antiaereo (soprattutto a corto raggio).
L'armamento principale era costituito da otto cannoni da 135/45 mm in quattro torrette binate a culle indipendenti, che avevano trovato posto nella versione trinata anche sulle Duilio ricostruite. Il cannone da 135/45 mm, che può essere considerato il miglior cannone navale italiano nella seconda guerra mondiale aveva un'elevazione di 45°, una gittata di 19,6 km e una cadenza di fuoco di 8 tiri al minuto, ed era capace di eseguire tiri assai precisi, con una dispersione delle salve inferiore del 25% rispetto ai vecchi modelli 120/50, ma che era tuttavia privo di una soddisfacente capacità antiaerea, se non di sbarramento. I cannoni da 135/45mm, realizzati da OTO e Ansaldo erano a culle separate mentre sulle torri delle altre unità navali, nei calibri sotto i 200 mm le culle erano tutte singole dando problemi di precisione ai cannoni. 
L'armamento antiaereo, dopo la forzata rinuncia ai nuovi cannoni antiaerei da 65/64 mm era costituito da otto mitragliere pesanti Breda 37/54mm in altrettanti impianti singoli, particolarmente utili contro gli aerosiluranti e in generale contro i bersagli a bassa quota e altrettante mitragliere da 20/70, in quattro impianti binati che si rivelarono ottime armi, di facile uso e manutenzione, che disponevano di una notevole varietà di munizioni (traccianti, traccianti-esplodenti, ultrasensibili, dirompenti) e che furono praticamente usate su tutte le navi della Regia Marina. Le otto mitragliere da 37/54mm trovarono posizione sei ai lati della plancia e due a lato della torretta poppiera, mentre i quattro impianti binati da 20 mm vennero posizionati su plancette sopraelevate ai due lati del fumaiolo poppiero.
L'armamento silurante era costituito da otto tubi lanciasiluri in due installazioni quadruple brandeggiabili sull'asse di simmetria della nave, di nuovo progetto per la Regia Marina che tuttavia si rivelarono una continua fonte di avarie senza mai arrivare a garantire un efficiente funzionamento ed era infine prevista la possibilità di trasporto di mine, date le caratteristiche generali di queste unità che le avrebbero rese ideali per la posa di campi minati di sorpresa e a questo scopo, sul ponte di coperta erano state sistemate delle ferroguide che andavano dal lanciasiluri anteriore sino alla poppa estrema.
Gli incrociatori di questa classe furono gli unici della Regia Marina a non avere ricognitori imbarcati, in quanto i progettisti furono costretti ad abbandonare l'idea della protezione e dell'aereo.
Per poter raggiungere la velocità richiesta dovette però essere sacrificata la corazzatura, con il torrione che aveva una protezione di 40 millimetri, mentre per il resto solo il ponte (25 mm) e le torri dei cannoni (35 mm) erano protetti da una corazzatura antiframmenti. Nella progettazione venne previsto un larghissimo uso di leghe leggere per tutte le sovrastrutture ad eccezione, ovviamente, delle sovrastrutture di sostegno delle armi e dei relativi apparati di punteria. L'uso di questi materiali rappresentava una importantissima novità per la Regia Marina, in quanto questi materiali, oltre all'evidente risparmio sul peso, possedevano una resistenza alla corrosione salina nettamente superiore a quella degli altri metalli ferrosi e consentivano una migliore stabilità della nave, alleggerendo l'opera morta.

## Servizio
All'atto dell'ingresso dell'Italia nel conflitto, tutte le unità erano state impostate: l'Attilio Regolo, il Caio Mario, il Claudio Tiberio e lo Scipione Africano nei cantieri OTO di Livorno, il Cornelio Silla e il Paolo Emilio nei cantieri Ansaldo di Genova il Claudio Druso e il Vipsanio Agrippa nei cantieri del Tirreno di Riva Trigoso, lo Ottaviano Augusto, il Pompeo Magno e lo Ulpio Traiano nei Cantieri Navali Riuniti, ad Ancona i primi due e a Palermo il terzo e infine il Giulio Germanico nel Cantiere di Castellammare di Stabia. Tuttavia, le carenze di materiali da costruzione cominciarono a far sentire il loro peso, mentre diveniva sempre più urgente il problema di disporre di unità di scorta di minori dimensioni per i compiti connessi con la protezione dei convogli destinati all'Africa settentrionale, dove si stavano praticamente decidendo le sorti della guerra nel Mediterraneo e venne così deciso di sospendere la costruzione di alcune unità della classe Capitani Romani demolendole sugli scali, allo scopo di recuperare materiali utilizzabili per altre navi. Venne così deciso di smantellare sugli scali ancora prima del varo gli scafi del Claudio Druso del  Vipsanio Agrippa del Claudio Tiberio e del Paolo Emilio, il cui apparato di propulsione venne riutilizzato dalla portaerei Aquila in allestimento a Genova, che ricevette anche l'apparato di propulsione del Cornelio Silla, il cui allestimento dopo la cessione dell'apparato motore procedette molto a rilento. 
Solamente tre navi di questa classe furono completate, entrando in servizio prima dell'armistizio, mentre l'Ulpio Traiano venne affondato, a poco più di un mese dal varo, il 3 gennaio 1943 da incursori inglesi che riuscirono a penetrare nel porto di Palermo, dove era ormeggiato per l'allestimento.
Gli incursori sbarcati da un sommergibile a bordo di un chariot, superarono le reti di sbarramento poste a difesa del porto e vedendo attraccato in banchina l'incrociatore in avanzata fase di allestimento, applicarono allo scafo della nave la carica esplosiva anteriore del chariot e minarono poi con le mignatte il cacciatorpediniere Grecale, la torpediniera Ciclone e una nave mercantile, ma le mignatte non esplosero in quanto gli incursori inglesi non fecero in tempo ad attivarle, mentre alle 8,00 del mattino l'incrociatore esplose rovesciandosi, danneggiato irreparabilmente. I due incursori inglesi, i cui nomi erano Greenland e Ferrier furono fatti prigionieri e dopo l'8 settembre, presi in consegna dai tedeschi, vennero trasferiti nel Marlag di Westertimke, da cui furono liberati nel maggio del 1945 all'arrivo delle truppe alleate.
Le sole unità che entrarono in servizio furono l'Attilio Regolo, entrato in servizio nel 1942 lo Scipione Africano e il Pompeo Magno, entrate in servizio nel 1943, Secondo alcune fonti solo lo Scipione venne equipaggiato con radar EC3/ter "Gufo" mentre altre fonti sostengono che, nell'estate del 1943 vennero equipaggiate con questo radar anche le altre due unità navali.

L'Attilio Regolo in navigazione dopo aver perso la prora

L'Attilio Regolo alla fine del 1942 venne centrato da un siluro lanciatogli da un sommergibile inglese che causò l'asportazione della prora e dopo avere raggiunto il Porto di Messina venne rimorchiato alla Spezia e sottoposto a riparazioni gli venne applicata la prora del Caio Mario, rientrando in servizio il successivo 4 settembre, qualche giorno prima della proclamazione dell'armistizio.

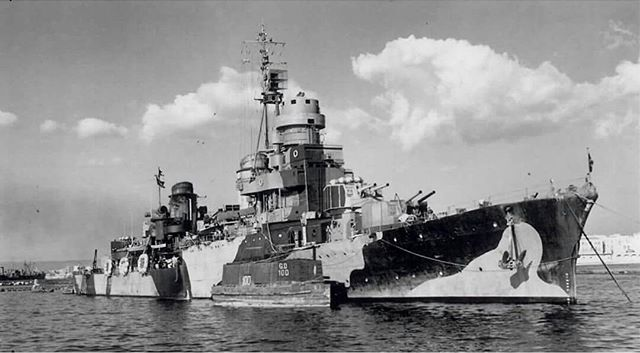
Incrociatore Scipione Africano

Lo Scipione Africano nella notte tra il 16 e il 17 luglio 1943 mentre era in transito nello Stretto di Messina proveniente da Napoli e diretto a Taranto, venne attaccato da quattro motosiluranti alleate del tipo Elco da 77 piedi, che l'incrociatore italiano riuscì ad intercettare grazie al radar EC3/ter "Gufo". Nel combattimento che ne seguì, lo Scipione affondò la motosilurante britannica MTB-316 e ne danneggiò gravemente un'altra, mettendone in fuga altre due. Nello scontro dodici marinai britannici persero la vita.
Il comandante e l'equipaggio dello "Scipione Africano" ricevettero l'elogio dell'Ammiraglio Bergamini, comandante delle Forze Navali da Battaglia, nell'Ordine del Giorno nº 11 del 18 luglio 1943.
Il Pompeo Magno sarebbe stato protagonista di un analogo scontro nella notte tra il 12 e il 13 luglio sempre nelle acque dello stretto di Messina, quando avrebbe intercettato con il “Gufo” EC.3ter cinque motosiluranti inglesi e sulla scorta dei dati rilevati dal radar, che non avrebbe dovuto usare “per ordini superiori”, dopo aver localizzato le unità nemiche ne avrebbe affondato due in rapida successione danneggiandone gravemente una terza che sarebbe colata a picco più tardi, mentre le due rimanenti sarebbero fuggite a tutta velocità. Non si può escludere, essendo stato impossibile consultare i giornali di bordo delle due unità, che si tratti di un unico episodio attribuito, da parte delle fonti, a due diversi incrociatori e l'impossibilità di consultare i “Giornali di Bordo*' non consente un'attribuzione certa del combattimento.

### Armistizio
All'armistizio, il Caio Mario, l'Ottaviano Augusto, il Cornelio Silla, ancora in costruzione nei cantieri e il Giulio Germanico in avanzata fase di allestimento, vennero catturati dai tedeschi.

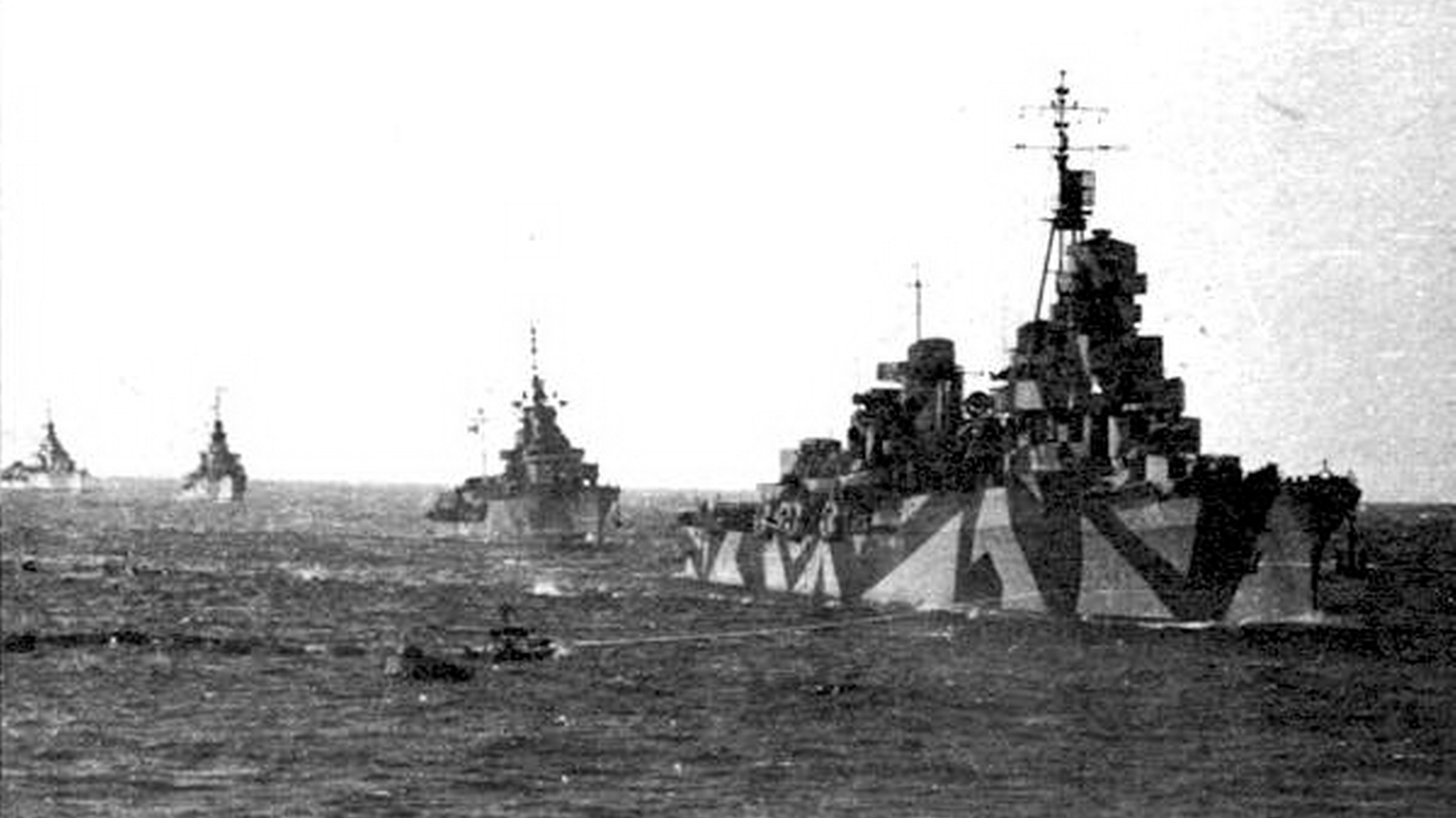
L'Attilio Regolo al rientro a Taranto il 23 gennaio 1945.

L'Attilio Regolo durante il trasferimento a Malta secondo quelle che erano le clausole armistiziali, fu tra le unità che soccorse i naufraghi della Roma dopo l'affondamento trasportandone i sopravvissuti alle Baleari, dove le navi italiane vennero internate dalle autorità franchiste spagnole facendo rientro a Taranto solamente il 23 gennaio 1945.
Pompeo Magno e Scipione Africano insieme al Cadorna facevano parte del gruppo di incrociatori alle dipendenze della V Divisione, costituita in quel momento solamente dalle Duilio. Nel pomeriggio del 9 settembre il gruppo formato dalle due navi da battaglia, dal Cadorna e dal Pompeo Magno lasciò la base di Taranto e alle 09:30 del giorno successivo un cacciatorpediniere inglese si mise di prora alla formazione raggiunto nel pomeriggio da 8 motosiluranti che scortarono navi italiane fino a Malta. Il gruppo guidato dall'ammiraglio Da Zara, venne raggiunto dal gruppo proveniente dalla Spezia, il cui comando dopo il tragico affondamento della Roma era stato assunto dall'ammiraglio Oliva.
Lo Scipione venne invece inviato da Taranto la mattina del 9 settembre a scortare in Adriatico la corvetta Baionetta, dove erano imbarcati il capo del governo Badoglio, il ministro della marina De Courten e la famiglia reale, fino a Brindisi, dove il re Vittorio Emanuele III e il suo seguito vennero sbarcati. Il 29 settembre lo Scipione scortò il Maresciallo Badoglio e parte del governo a Malta, per la firma del cosiddetto armistizio lungo in cui venivano precisate le condizioni di resa imposte all'Italia già contenute genericamente nell'armistizio corto firmato il 3 settembre dal generale Giuseppe Castellano; successivamente durante la cobelligeranza effettuò alcuni viaggi ad Alessandria d'Egitto e ai Laghi Amari, dove erano internate le navi da battaglia italiane Vittorio Veneto e Italia.

Il Giulio Germanico in allestimento

Particolarmente tragica fu la vicenda del Giulio Germanico, che alla proclamazione dell'armistizio stava completando il suo allestimento nel cantiere di Castellammare di Stabia con il suo comandante Domenico Baffigo catturato e fucilato dagli occupanti tedeschi a Napoli l'11 settembre 1943. L'unità cadde in mano ai tedeschi che l'autoaffondarono all'interno del porto di Castellammare di Stabia, il 28 settembre successivo quando furono costretti ad abbandonare la città.

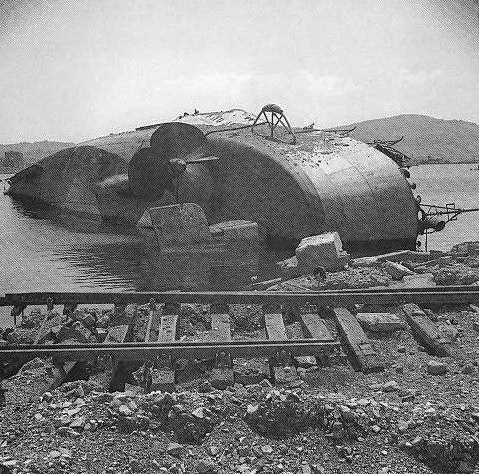
L'Ottaviano Augusto affondato nel porto di Ancona

L'Ottaviano Augusto venne affondato in un raid aereo il 1º novembre 1943 nel Porto di Ancona. La stessa sorte toccò nel luglio 1944 al Cornelio Silla, il cui allestimento dopo il varo procedette a molto rilento, nel 1942, avendo ceduto l'apparato motore all'Aquila, per confondere i ricognitori inglesi, venne ormeggiato di prora alla stessa portaerei Aquila; il suo scafo venne ritrovato semiaffondato nel porto di Genova e successivamente recuperato e demolito.
Il Caio Mario, che era stato varato il 17 agosto 1941, dopo aver ceduto la prua al Regolo, il suo scafo venne rimorchiato alla Spezia per essere utilizzato come deposito galleggiante di carburante.; nel gennaio 1943, in seguito all'affondamento dell'Ulpio Traiano venne deciso di completarne la costruzione, ma i lavori per il suo completamento non sono mai iniziati. Requisito dai tedeschi in seguito alle vicende armistiziali venne autoaffondato nel 1944 nel porto della Spezia. Al termine del conflitto il suo scafo venne ritrovato semisommerso e la nave venne ufficialmente radiata dai quadri del naviglio militare il 23 maggio 1947.

### Dopoguerra
Nel dopoguerra, in seguito al trattato di pace venne deciso che le tre unità navali entrate in servizio fossero consegnate alla Francia in conto riparazione danni di guerra, ma dopo un accordo avvenuto nel luglio 1948 tra i due governi vennero apportate alcune modifiche all'elenco delle navi da consegnare ai francesi e il Pompeo Magno venne escluso in quanto i francesi ritenevano fosse afflitto da deformazioni dello scafo, che invece riguardavano il Regolo, che era stato silurato nel 1942 perdendo la prora, poi sostituita con quella del Caio Mario e venne deciso cannibalizzare il Pompeo Magno a favore delle altre due unità della classe da consegnare. Regolo e Scipione vennero consegnate alla Francia nel 1948 rispettivamente con le sigle R4 e S7.
Il Pompeo Magno dopo avere evitato la consegna alla Francia e il Giulio Germanico recuperato dal cantiere di Castellammare di Stabia, dopo essere stati radiati vennero reiscritti nel registro navale e ribattezzati rispettivamente San Giorgio e San Marco e, avviati all'inizio degli anni cinquanta ai lavori di ricostruzione/trasformazione in cacciaconduttori, entrarono in servizio nella Marina Militare Italiana rispettivamente nel 1955 e nel 1956, riarmati con i 127/38mm americani, meno potenti rispetto ai cannoni da 135/45, ma con la fondamentale capacità di eseguire un efficace tiro contraerei.
Allo stesso modo, l'Attilio Regolo e Scipione Africano nella Marine Nationale vennero riarmati con cannoni ex-tedeschi da 105 mm SK C/33, gli stessi che costituivano l'armamento antiaereo degli incrociatori tedeschi Classe Hipper, che erano un armamento più leggero ma, anche in questo caso con la fondamentale caratteristica di essere armi duali e inoltre questi cannoni avevano il vantaggio di potere utilizzare le tante munizioni di questo calibro che erano state ritrovate in Francia dopo la liberazione. I due incrociatori vennero rispettivamente ribattezzati Châteaurenault (distintivo ottico D 606) e Guichen (distintivo ottico D 607) e dopo essere stati sottoposti a lavori di ammodernamento sia all'armamento sia all'elettronica riclassificati conduttori di flottiglia.
Lo Châteaurenault  ha ricoperto il ruolo di portabandiera della I Flottiglia Escorteurs d'Escadre della Squadra Navale del Mediterraneo di base a Tolone, mentre il Guichen svolse gli stessi compiti del gemello nella Escadre Légère de l'Atlantique (Atlantico) di base a Brest e dopo essere stato ritirato dal servizio venne rilevato in tale compito dal gemello.

## Unità
| Regia Marina - Classe Capitani Romani | Regia Marina - Classe Capitani Romani | Regia Marina - Classe Capitani Romani | Regia Marina - Classe Capitani Romani                                | Regia Marina - Classe Capitani Romani                                                                        | Regia Marina - Classe Capitani Romani                                                                        |
| Nome Nave                             | Cantiere                              | Impostazione                          | Varo                                                                 | Completamento                                                                                                | Destino finale                                                                                               |
| ------------------------------------- | ------------------------------------- | ------------------------------------- | -------------------------------------------------------------------- | --- | --- |
| Attilio Regolo                        | OTO Livorno                           | 28 settembre 1939                     | 28 agosto 1940                                                       | 14 maggio 1942                                                                                               | ceduto nel 1948 alla Marine nationale, riconvertito in cacciaconduttore e rinominato Châteaurenault          |
| Scipione Africano                     | OTO Livorno                           | 28 settembre 1939                     | 12 gennaio 1941                                                      | 23 aprile 1943                                                                                               | ceduto nel 1948 alla Marine nationale, riconvertito in cacciaconduttore e rinominato Guichen                 |
| Pompeo Magno                          | C.N.R. Ancona                         | 23 settembre 1939                     | 24 agosto 1941                                                       | 4 giugno 1943                                                                                                | riconvertito in cacciaconduttore nel 1950 e rinominato San Giorgio nella Marina Militare                     |
| Giulio Germanico                      | Navalmeccanica                        | 3 aprile 1939                         | 26 luglio 1941                                                       | 19 gennaio 1956                                                                                              | recuperato nel 1950, riconvertito in cacciaconduttore e rinominato San Marco nella Marina Militare           |
| Ulpio Traiano                         | C.N.R. Palermo                        | 28 settembre 1939                     | 30 novembre 1942                                                     | Affondato dagli inglesi mentre era in allestimento il 3 gennaio 1943                                         | Affondato dagli inglesi mentre era in allestimento il 3 gennaio 1943                                         |
| Ottaviano Augusto                     | C.N.R. Ancona                         | 23 settembre 1939                     | 31 maggio 1942                                                       | catturato dai tedeschi dopo l'armistizio e affondato a causa di un bombardamento alleato il 1º novembre 1943 | catturato dai tedeschi dopo l'armistizio e affondato a causa di un bombardamento alleato il 1º novembre 1943 |
| Caio Mario                            | OTO Livorno                           | 28 settembre 1939                     | 17 agosto 1941                                                       | catturato dai tedeschi dopo l'armistizio e autoaffondato nel 1944 alla Spezia                                | catturato dai tedeschi dopo l'armistizio e autoaffondato nel 1944 alla Spezia                                |
| Cornelio Silla                        | Ansaldo Genova                        | 12 ottobre 1939                       | 28 giugno 1941                                                       | affondato a causa di un bombardamento alleato nel luglio 1944                                                | affondato a causa di un bombardamento alleato nel luglio 1944                                                |
| Claudio Druso                         | Riva Trigoso                          | settembre 1939                        | smantellato prima del varo dal 20 ottobre 1941 al 10 febbraio 1942   | smantellato prima del varo dal 20 ottobre 1941 al 10 febbraio 1942                                           | smantellato prima del varo dal 20 ottobre 1941 al 10 febbraio 1942                                           |
| Claudio Tiberio                       | OTO Livorno                           | 28 settembre 1939                     | smantellato prima del varo, dal 24 novembre 1941 al 18 febbraio 1942 | smantellato prima del varo, dal 24 novembre 1941 al 18 febbraio 1942                                         | smantellato prima del varo, dal 24 novembre 1941 al 18 febbraio 1942                                         |
| Paolo Emilio                          | Ansaldo Genova                        | 12 ottobre 1939                       | smantellato prima del varo dal 20 ottobre 1941 al 10 febbraio 1942   | smantellato prima del varo dal 20 ottobre 1941 al 10 febbraio 1942                                           | smantellato prima del varo dal 20 ottobre 1941 al 10 febbraio 1942                                           |
| Vipsanio Agrippa                      | Riva Trigoso                          | ottobre 1939                          | smantellato prima del varo, dal 1º luglio 1941 al 20 agosto 1942     | smantellato prima del varo, dal 1º luglio 1941 al 20 agosto 1942                                             | smantellato prima del varo, dal 1º luglio 1941 al 20 agosto 1942                                             |